# Lanugo ferrugata
Lanugo ferrugata là một loài tò vò trong họ Ichneumonidae.